# Khanh
Khanh är ett könsneutralt förnamn. 61 män har namnet i Sverige och 66 kvinnor. Flest bär namnet i Västra Götalands län och Skånes län, där 12 män respektive 16 kvinnor har namnet.